# Phyllodoce
Phyllodoce är ett släkte av ringmaskar som beskrevs av de Lamarck 1818. Phyllodoce ingår i familjen Phyllodocidae.

## Dottertaxa tillPhyllodoce, i alfabetisk ordning[1][2]
- Phyllodoce adarensis
- Phyllodoce agassizi
- Phyllodoce albovittata
- Phyllodoce algerensis
- Phyllodoce arenae
- Phyllodoce armigera
- Phyllodoce assimilis
- Phyllodoce attenuata
- Phyllodoce australis
- Phyllodoce basalis
- Phyllodoce benedenii
- Phyllodoce berrisfordi
- Phyllodoce bimaculata
- Phyllodoce breviremis
- Phyllodoce bruneoviridis
- Phyllodoce bulbosa
- Phyllodoce callaona
- Phyllodoce canariensis
- Phyllodoce capensis
- Phyllodoce capreensis
- Phyllodoce catenula
- Phyllodoce chalybeia
- Phyllodoce chinensis
- Phyllodoce citrina
- Phyllodoce clava
- Phyllodoce colmani
- Phyllodoce cordifolia
- Phyllodoce cortezi
- Phyllodoce costata
- Phyllodoce cuspidata
- Phyllodoce digueti
- Phyllodoce dissotyla
- Phyllodoce diversiantennata
- Phyllodoce dubia
- Phyllodoce duplex
- Phyllodoce elongata
- Phyllodoce erythraeensis
- Phyllodoce erythraensis
- Phyllodoce fakaravana
- Phyllodoce faroensis
- Phyllodoce ferruginea
- Phyllodoce flavescens
- Phyllodoce foliosopapillata
- Phyllodoce fristedti
- Phyllodoce geoffroyi
- Phyllodoce gravida
- Phyllodoce griffithsii
- Phyllodoce groenlandica
- Phyllodoce hartmanae
- Phyllodoce hawaiia
- Phyllodoce helderensis
- Phyllodoce helgolandica
- Phyllodoce heterocirrus
- Phyllodoce hiatti
- Phyllodoce impostii
- Phyllodoce incisa
- Phyllodoce japonica
- Phyllodoce jeffreysii
- Phyllodoce koreana
- Phyllodoce lamelligera
- Phyllodoce laminosa
- Phyllodoce latifrons
- Phyllodoce lineata
- Phyllodoce longicirris
- Phyllodoce longifrons
- Phyllodoce longipes
- Phyllodoce macrolepidota
- Phyllodoce macropapillosa
- Phyllodoce macrophthalmos
- Phyllodoce maculata
- Phyllodoce madeirensis
- Phyllodoce magnaoculata
- Phyllodoce malmgreni
- Phyllodoce marquesensis
- Phyllodoce medipapillata
- Phyllodoce megareme
- Phyllodoce melaena
- Phyllodoce mernoensis
- Phyllodoce minuta
- Phyllodoce modesta
- Phyllodoce monroi
- Phyllodoce mucosa
- Phyllodoce muelleri
- Phyllodoce multicirris
- Phyllodoce multipapillata
- Phyllodoce multiseriata
- Phyllodoce nana
- Phyllodoce neapolitana
- Phyllodoce nicoyensis
- Phyllodoce noronhensis
- Phyllodoce novaehollandiae
- Phyllodoce oerstedii
- Phyllodoce panamensis
- Phyllodoce papillosa
- Phyllodoce parva
- Phyllodoce parvula
- Phyllodoce patagonica
- Phyllodoce pellucida
- Phyllodoce pettiboneae
- Phyllodoce ponticensis
- Phyllodoce pseudopatagonica
- Phyllodoce pseudoseriata
- Phyllodoce pulchra
- Phyllodoce pulla
- Phyllodoce punctata
- Phyllodoce puntarenae
- Phyllodoce pusilla
- Phyllodoce quadraticeps
- Phyllodoce rathkei
- Phyllodoce rosea
- Phyllodoce rubens
- Phyllodoce salicifolia
- Phyllodoce sanctaevincentis
- Phyllodoce schmardaei
- Phyllodoce stigmata
- Phyllodoce tahitiensis
- Phyllodoce tenera
- Phyllodoce tenuissima
- Phyllodoce tergestinensis
- Phyllodoce tortugae
- Phyllodoce transatlantica
- Phyllodoce trivittata
- Phyllodoce truncata
- Phyllodoce tuberculosa
- Phyllodoce tubicola
- Phyllodoce undata
- Phyllodoce varia
- Phyllodoce variabilis
- Phyllodoce williamsi
- Phyllodoce violacea